# Wspólnota administracyjna Pförring
Wspólnota administracyjna Pförring – wspólnota administracyjna (niem. Verwaltungsgemeinschaft) w Niemczech, w kraju związkowym Bawaria, w rejencji Górna Bawaria, w regionie Ingolstadt, w powiecie Eichstätt. Siedziba wspólnoty znajduje się w miejscowości Pförring.
Wspólnota administracyjna zrzesza jedną gminę targową (Markt) oraz dwie gminy wiejskie (Gemeinde):
- Mindelstetten, 1659 mieszkańców, 22,72 km²
- Oberdolling, 1187 mieszkańców, 19,37 km²
- Pförring, gmina targowa, 3502 mieszkańców, 43,54 km²